# Gyminda
Gyminda Comprende 6 especies descritas y de estas, solo 4 aceptadas.

## Descripción
Son arbustos o árboles pequeños, que alcanzan un tamaño de 2–5 (–20) m de alto, glabros; plantas dioicas. Hojas opuestas, elípticas, 3–9.4 cm de largo y 1.5–3.8 cm de ancho, agudas y emarginadas en el ápice, cuneiformes en la base, 5–7 (–9) nervios a cada lado; pecíolo 2–4 mm de largo. Inflorescencia axilar, cima dicótoma, pedúnculo 4–14 mm de largo, flores blanco-verdosas, sésiles a subsésiles; sépalos 4, deltoides, ligeramente ciliados; pétalos 4, ovado-oblongos, 2–3 mm de largo y 1–1.1 mm de ancho, disco cuadrado, carnoso; flores masculinas con 4 estambres, surgiendo del margen del disco, menos de 1 mm de largo, anteras basifijas, introrsas, pistilo rudimentario, cónico, 2-lobado; flores femeninas con pistilo 2 mm de largo, ovoide, ovario adherido al disco, 2-locular, cada lóculo 1-ovulado, estilo corto, estigma 2-lobado. Fruto una drupa cilíndrica, 7–9 mm de largo y 3–4 mm de ancho; semilla generalmente 1, sin arilo.

## Taxonomía
El género fue descrito por Charles Sprague Sargent y publicado en Garden & Forest 4(150): 4. 1891. La especie tipo es: Gyminda latifolia (Sw.) Urb.

## Especies aceptadas
A continuación se brinda un listado de las especies del género Gyminda aceptadas hasta octubre de 2013, ordenadas alfabéticamente. Para cada una se indica el nombre binomial seguido del autor, abreviado según las convenciones y usos.
- Gyminda fimbrillata Lundell
- Gyminda latifolia (Sw.) Urb.
- Gyminda orbicularis Borhidi & O.Muñiz
- Gyminda tonduzii Loes.